# Eleição municipal de São José em 2016
A eleição municipal de São José em 2016 foi realizada no dia 2 de outubro para eleger um prefeito, um vice-prefeito e dezenove vereadores no município de São José, no estado brasileiro de Santa Catarina. Adeliana Dal Pont, do Partido Social Democrático (PSD) foi reeleita prefeita, com Neri Osvaldo do Amaral, do Partido Socialista Brasileiro (PSB) sendo seu novo vice-prefeito.  
Seguindo a Constituição, os candidatos foram eleitos para um mandato de quatro anos que iniciou em 1º de janeiro de 2017 e deve terminar em 31 de dezembro de 2020. A decisão para os cargos da administração municipal, segundo o Tribunal Superior Eleitoral, contou com 156.617 eleitores aptos e 15.405 abstenções, de forma que 9.84% do eleitorado não compareceu às urnas no pleito.

## Contexto
Os dois principais candidatos da eleição de 2016 foram os vencedores do pleito de 2012: a prefeita Adeliana Dal Pont, em sua terceira eleição seguida para o executivo, e seu então vice-prefeito, José Natal Pereira. Ela permaneceu no mesmo partido, o Partido Social Democrático (PSD) para disputar a reeleição, enquanto Natal saiu do Partido da Social Democracia Brasileira (PSDB), migrando para o Partido do Movimento Democrático Brasileiro (PMDB) visando a candidatura própria com o apoio do ex-prefeito da cidade, o senador peemedebista Dário Berger. O PSDB, por sua vez, lançou o deputado estadual Mário Marcondes, este vindo do Partido Republicano Brasileiro (PRB).
Em paralelo, o Partido Democrático Trabalhista (PDT) escolheu como candidato Fernando Anselmo. O Partido dos Trabalhadores (PT) escolheu o vereador Antônio Luiz Battisti e o Partido Socialismo e Liberdade (PSOL) escolheu, pela segunda eleição seguida, Rafael de Melo como candidato, ambos em chapas puras.

## Resultados

### Eleição municipal de São José em 2016 para Prefeito
A prefeita Adeliana acabou sendo reeleita com quase 40% dos votos, sendo a primeira vez no século XXI que São José reelegeu seu chefe do executivo. O último havia sido Dário Berger, pelo PFL, em 2000.
| Candidato(a)                      | Vice                           | Coligação                                      | Votos recebidos | Percentual |
| --------------------------------- | ------------------------------ | ---------------------------------------------- | --------------- | ---------- |
| Adeliana Dal Pont (PSD)           | Neri Osvaldo do Amaral         | São José em Boas Mãos                          | 44312           | 39.14%     |
| José Natal Pereira (MDB)          | Amauri Valdemar da Silva       | Nossa Força é Nossa Gente                      | 30773           | 27.18%     |
| Fernando Anselmo Pereira (PDT)    | Francisco de Assis Medeiros    | São José Pode Mais                             | 14862           | 13.13%     |
| Mário Marcondes Nascimento (PSDB) | Ademir Jorge Silveira          | Para Renovar São José                          | 13187           | 11.65%     |
| Rafael Rodrigo de Melo (PSOL)     | João Batista Sartori           | Partido Socialismo e Liberdade (sem coligação) | 6083            | 5.37%      |
| Antonio Luiz Battisti (PT)        | Ivonilda Maria Xavier da Silva | Partido dos Trabalhadores (sem coligação)      | 3995            | 3.53%      |

### Eleição municipal de São José em 2016 para Vereador
Na decisão para o cargo de vereador na eleição municipal de 2016, foram eleitos dezenove vereadores com um total de 117.360 votos válidos. Foi a primeira eleição desde que o número de vereadores passou de treze para dezenove. Antônio Lemos Filho, o pastor Lemos, do então PMDB, foi o mais votado, com 3747 votos, 45 a mais que Clonny Capistrano, do mesmo partido. O PSD, com seis cadeiras, se tornou o maior partido da Câmara Municipal.
| Nome                            | Partido político                               | Coligação                  | Votos recebidos | Percentual |
| ------------------------------- | ---------------------------------------------- | -------------------------- | --------------- | ---------- |
| Antonio Lemos Filho             | Movimento Democrático Brasileiro (MDB)         | Nossa Força é São José     | 3747            | 3.19%      |
| Clonny Capistrano Maia de Lima  | Movimento Democrático Brasileiro (MDB)         | Nossa Força é São José     | 3702            | 3.15%      |
| Méri Terezinha de Melo Hang     | Partido Social Democrático (PSD)               | Juntos por São José        | 3559            | 3.03%      |
| Jair Santilho Costa             | Partido Social Democrático (PSD)               | Juntos por São José        | 3017            | 2.57%      |
| Orvino Coelho de Ávila          | Partido Social Democrático (PSD)               | Juntos por São José        | 2726            | 2.32%      |
| Sandra Pereira Alves Martins    | Partido da Social Democracia Brasileira (PSDB) | Para Renovar São José      | 2582            | 2.2%       |
| Michel da Silva Schlemper       | Movimento Democrático Brasileiro (MDB)         | Nossa Força é São José     | 2313            | 1.97%      |
| Sanderson Almeci de Jesus       | Movimento Democrático Brasileiro (MDB)         | Nossa Força é São José     | 2142            | 1.83%      |
| Alini da Silva Castro           | Movimento Democrático Brasileiro (MDB)         | Nossa Força é São José     | 2068            | 1.76%      |
| Moacir da Silva                 | Partido Social Democrático (PSD)               | Juntos por São José        | 1955            | 1.67%      |
| Alexandre Rosa                  | Democratas (DEM)                               | São José é Nossa Força     | 1917            | 1.63%      |
| Carlos Eduardo de Souza Martins | Partido Social Democrático (PSD)               | Juntos por São José        | 1851            | 1.58%      |
| Tulio Marcio Salles Maciel      | Partido Social Cristão (PSC)                   | Unidos por São José        | 1773            | 1.51%      |
| Nardi Francisco de Sousa Arruda | Partido Social Democrático (PSD)               | Juntos por São José        | 1609            | 1.37%      |
| Edilson Alzemiro Vieira         | Partido da Social Democracia Brasileira (PSDB) | Para Renovar São José      | 1561            | 1.33%      |
| Cristina de Sousa               | Partido Republicano Brasileiro (PRB)           | São José é Nossa Força     | 1555            | 1.32%      |
| Roinoldo de Assis Neckel        | Democratas (DEM)                               | São José é Nossa Força     | 1271            | 1.08%      |
| Abel Veiga                      | Partido Humanista da Solidariedade (PHS)       | Por uma São José Diferente | 972             | 0.83%      |
| André Guesser                   | Partido Democrático Trabalhista (PDT)          | São José Pode Mais         | 963             | 0.82%      |